# ني بيلا (بيلا)
ني بيلا (Νέα Πέλλα) هي مدينة في بيلا في مقاطعة فوريا إلادا في اليونان.